# Mansour M'henni
Mansour M'henni (arabe : منصور مهني), né le 24 mars 1950 à Sayada, est un universitaire et journaliste tunisien.

## Biographie
Titulaire d'une maîtrise en langue et littérature françaises de l'université de Tunis (1976), d'un diplôme d'études approfondies de l'université de Bordeaux 3 (1980) et d'un doctorat de troisième cycle de l'université Paris III, il entame sa carrière professionnelle en qualité d'instituteur. Il occupe ensuite les fonctions de professeur d'enseignement secondaire puis de professeur conférencier en langue, littérature et civilisation françaises et francophones à l'université. Il sera par la suite le premier directeur de l'Institut supérieur des langues appliquées en affaires et tourisme de Moknine.
À partir de 1975, il collabore à plusieurs journaux et médias dont Tunis-Hebdo, Le Temps, Le Renouveau, La Presse de Tunisie et la radio nationale. Devenu directeur de Canal 21, il est nommé, le 31 août 2007, PDG du nouvel Établissement de la radio tunisienne. Le 26 juin 2009, il devient PDG de la Société nouvelle d'impression, de presse et d'édition, propriétaire notamment de La Presse de Tunisie, poste qu'il occupe jusqu'au 21 janvier 2011.
M'henni a participé à la création de plusieurs associations en Tunisie et à l'étranger : président-fondateur de l'Association pour la culture et les arts méditerranéens et directeur de sa revue Thétis, il est l'auteur de plusieurs livres en français (poésie, nouvelles, récits, essais et critique littéraire). Il a aussi été membre du comité directeur de l'Union des écrivains tunisiens de décembre 2005 à décembre 2008. Diplômé de l'académie politique du Rassemblement constitutionnel démocratique, il est chargé de la coordination de la campagne présidentielle du président Zine el-Abidine Ben Ali (1999) dans la région de Monastir.
Il est officier de l'Ordre du Mérite culturel et chevalier de l'Ordre du Mérite éducatif. En octobre 2009, il est primé personnalité de l'année en matière de journalisme par l'Académie Italie-Tunisie pour le développement et la culture en Méditerranée.